# OMOTENASHI Selection
OMOTENASHI Selection（おもてなしセレクション）は、複数の民間企業で構成されるOMOTENASHI NIPPONによる、日本の製品やサービスを認定するプログラムである。

## OMOTENASHI Selection

### 選定の視点
- Japanese（日本らしいか）
- Modern（現代的か）
- Global（世界に伝わるか）

### 評価のポイント
- 商品やサービス自体の価値やクオリティの高さ、独自性や創意工夫、継続継承性といった"ジャパンクオリティ"
- その商品やサービスが顧客に対しておもてなしを感じる優れた顧客体験を創出するか。
- 購入・利用・共有までの工程において、体験者の心に残るようなおもてなしなシーンを生み出しているか。

### 受賞区分
受賞対象は、おもてなしの心はもちろんのこと、高い魅力を有していると顕賞である『受賞』とおもてなしの特に評価の高かった『金賞』と区分されている。

## 表彰
2015年度は全47対象が受賞となった。2015年度の授賞式は2015年3月11日に行われた。同日より開催開始となった「OMOTENASHI Selection in 日本橋高島屋」のオープニングイベントには女優の中谷美紀が登場した。
2016年度は全90対象が受賞となった。2016年の授賞式典は2016年3月2日に行われ、女優の本上まなみがプレゼンターとして登場した。

## OMOTENASHI NIPPON実行委員会
「日本のおもてなしを世界のOMOTENASHIへ」を合言葉に、"おもてなし"の心から生まれる商品やサービスを精力的に発掘し、国内外に発信していくことを目的とした委員会である。

### メンバー
- ENGAWA株式会社
- 株式会社OMOTENASHI
- サニーサイドアップ
- 日本マイクロソフト
- 博報堂
- 株式会社フランチャイズアドバンテージ